# Aleksandar Stambolijski (Dorf)
Aleksandar Stambolijski [ɐlɛkˈsandər stɐmboˈlijski] (bulg. Александър Стамболийски) ist ein Dorf in der Gemeinde General Toschewo in Nordostbulgarien.

## Geografie
Das Dorf liegt in der Dobrudscha, nahe an der Grenze zu Rumänien. Politisch gesehen befindet sich es in der Gemeinde General Toschewo in der Oblast Dobritsch.Das Dorf Aleksandar Stamboliyski liegt in der südlichen Küstenregion Dobrudscha, 52 km nordöstlich des regionalen Zentrums Dobritsch und 33 km vom Gemeindezentrum General-Toschewo, 37 km nordwestlich der Stadt Schabla, 5,6 km südwestlich des Dorfes Bezhanovo und 6,8 km südöstlich des Dorfes Spasovo. Etwa 8 km Luftlinie nördlich davon verläuft die Grenze zu Rumänien und 18 km östlich liegt das Dorf Durankulak. Es befindet sich in der östlichen Donauebene, auf einem Gebiet mit leicht hügeligem Relief. Durch seine südlichen Tiefebenen verläuft das tiefe und trockene Tal (Trockental) „Suhoto dere“, das von Westen durch die Dörfer Velikovo, Sirakovo und Sarnino kommt und nach Norden am Dorf Bezhanovo vorbei auf rumänisches Gebiet verläuft. Im nordwestlichen Teil, in den tiefsten Teilen des Tals, befinden sich seit langem verlassene Trinkwasserbrunnen, die jeweils etwa 80 m tief sind und deren Öffnungen mit Stahlbeton- oder Metallkonstruktionen abgedeckt sind, um Verletzungen oder Todesfälle zu verhindern. Die Höhe im Zentrum des Dorfes beträgt etwa 84 m. Das Klima ist gemäßigt kontinental. Im Norden verbindet eine etwa 2 km lange asphaltierte Gemeindestraße das Dorf mit der republikanischen Straße dritter Klasse III-2904, die nach Osten durch die Dörfer Bezhanovo, Zahari Stoyanovo und Staevtsi zum Dorf Durankulak führt, und im Westen durch die Dörfer Spasovo, Rogozina und Chernookovo zum Dorf Kardam und dort mit der republikanischen Straße zweiter Klasse II-29, die nach Norden zur Grenze zu Rumänien und zum Grenzübergang Kardam und nach Süden durch die Stadt General Toshevo nach Varna führt. Die fruchtbaren Böden und das günstige Klima in der Region begünstigen die Entwicklung von Landwirtschaft und Viehzucht.Charakteristisch für die landwirtschaftlich genutzten Grundstücke im Dorf sind die 10–12 m bis etwa 30 m breiten Schutzwaldgürtel entlang der Grenzen eines Großteils davon.Das Land des Dorfes Aleksandar Stamboliyski grenzt an folgende Gebiete: das Dorf Spasovo im Nordwesten und Norden; das Dorf Bezhanovo im Norden und Nordosten; das Dorf Chernomortsi im Osten; das Dorf Bilo im Süden; das Dorf Septemvriytsi im Süden; das Dorf Belgun im Südwesten; das Dorf Sarnino im Westen. 

## Geschichte
Der Ort wird zum ersten Mal in einem osmanischen Register im Jahr 1573 unter dem Namen Sachtijanlu (bulgarisch Сахтиянлу) erwähnt. Laut diesem Steuerregister hatte das Dorf acht Schäfer, welche 295 Schafe dem Staat schuldeten. In einem fast hundert Jahre später gemachten Register heißt das Dorf Sachtijanlak (bulg.: Сахтиянлък). Mit diesem Namen wurde es auch 1873 registriert. Sachtijanlak wurde jedoch am 21. Dezember 1906 in Simeonowo (bulg.: Симеоново) umbenannt. Namensgeber war damals Simeon I. Mit einem Beschluss des Ministerrats vom 17. September 1947 wurde jedoch der Ort zu Ehren des 1923 ermordeten Ministerpräsidenten von Bulgarien wieder in Aleksandar Stambolijski umbenannt.

## Wirtschaft
Das Dorf hat gute Eigenschaften für die Landwirtschaft, mit der sich die verbliebenen Einwohner beschäftigen. Weideflächen für Tierhaltung bestehen ebenfalls, weshalb auch Tiere gehalten werden. Die Felder rund um das Dorf werden von den Landwirten der Umgebung bewirtschaftet.

## Bevölkerungsentwicklung
Wie auch in vielen anderen Orten in Bulgarien, fällt in Aleksandar Stambolijski die Einwohnerzahl.
| Datum      | Einwohnerzahl |
| ---------- | ------------- |
| 31.12.1934 | 510           |
| 31.12.1946 | 578           |
| 01.12.1956 | 520           |
| 01.12.1965 | 398           |
| 02.12.1975 | 240           |
| 04.12.1985 | 147           |